# Tramlijn 6 (Lyon)
Tramlijn 6 van de tram van Lyon (T6) is een tramlijn in de agglomeratie van de Franse stad Lyon. De lijn doorkruist het 7e, 8e en 3e arrondissement van Lyon en verbindt zo de tramhaltes Debourg en Hôpitaux Est - Pinel. De lijn sluit in de terminus Debourg aan op de terminus van tramlijn 1 naast een overstapmogelijkheid in het metrostation Debourg op lijn B van de metro van Lyon. De lijn geeft aan andere haltes ook overstapmogelijkheid op de tramlijnen T2, T4 en T5 en op lijn D van de metro.

## Geschiedenis
De prefect van het departement Rhône ondertekende op 26 december 2016 het decreet van openbaar nut. De voorbereidende werkzaamheden zijn in november 2016 van start gegaan en de infrastructuurwerken zijn in augustus 2017 van start gegaan. De lijn opende op 22 november 2019 om 14.30 uur.

## Exploitatie
De reis van Debourg naar Hôpitaux Est - Pinel duurt 20 tot 22 minuten. De lijn wordt geëxploiteerd met 6 korte treinstellen Citadis 302 van de Franse fabrikant Alstom. De frequentie van de lijn is op weekdagen elke 10 minuten een trein gedurende de dag. Het eerste vertrek vanaf een terminal is om 5.00 uur, behalve op zondag om 5.30 uur.

## Toekomst
Een verlenging van de lijn verder naar het noorden tot aan de campus Doua doorheen Villeurbanne (via het treinstation van Villeurbanne, Place Jules-Grandclément en de wijk Gratte-ciel) wordt aangelegd. De raadpleging voorafgaand aan het openbaar onderzoek vond plaats van 15 maart tot en met 12 april 2021. De prefectuur van de regio Auvergne-Rhône-Alpes heeft van 20 juni tot en met 21 juli 2022 een openbaar onderzoek georganiseerd. Uiteindelijk zijn de werkzaamheden in januari 2023 van start gegaan. De lijn wordt verlengd met 5,4 km waarop acht haltes zijn voorzien. Deze haltes bieden overstapmogelijkheid op de tramlijnen T1, T3 en T4 en op lijn A van de metro. De vermoedelijke inhuldigingsdatum ligt in 2026.